# Чемпіонат світу з футболу 1962 (група 2)
Матчі Групи 2 чемпіонату світу з футболу 1962 проходили з 30 травня по 7 червня 1962 року. Учасниками змагання в групі були збірні Чилі, Італії, Швейцарії і ФРН. Всі ігри у групі проходили на Національному стадіоні в чилійській столиці Сантьяго.
До стадії плей-оф з Групи 2 вийшли команди ФРН і Чилі.

## Турнірне становище
| Поз | Команда   | І | В | Н | П | ГЗ | ГП | ГС    | О | Кваліфікація            |
| --- | --------- | - | - | - | - | -- | -- | ----- | - | ----------------------- |
| 1   | ФРН       | 3 | 2 | 1 | 0 | 4  | 1  | 4,000 | 5 | Вихід до стадії плей-оф |
| 2   | Чилі      | 3 | 2 | 0 | 1 | 5  | 3  | 1,667 | 4 | Вихід до стадії плей-оф |
| 3   | Італія    | 3 | 1 | 1 | 1 | 3  | 2  | 1,500 | 3 |                         |
| 4   | Швейцарія | 3 | 0 | 0 | 3 | 2  | 8  | 0,250 | 0 |                         |

## Матчі

### Чилі — Швейцарія
Старт господарів фінальної частини світової першості на турнірі був досить невдалим — вже на шостій хвилині гри швейцарський півзахисник Рольф Вютріх вразив їх ворота дальнім ударом після невдалого вкидання м'яча в гру від Місаеля Ескуті. Утім чилійці швидко оговталися і за підтримки заповненого стадіону почали раз-по-раз турбувати голкіпера європейської збірної Ельзенера. Нарешті незадовго до перерви їм вдалося зрівняти рахунок завдяки удару Леонеля Санчеса з рикошетом від Фріца Морфа. На другу половину гри чилійці вийшли зарядженими на досягнення результату і вже протягом перших десяти хвилин по перерві забили двічі, встановивши остаточний рахунок гри на свою користь.
| 30 травня 1962 15:00 CLT (UTC−4) |

| Чилі                           | 3–1      | Швейцарія |
| ------------------------------ | -------- | --------- |
| Л. Санчес 44', 55' Рамірес 51' | Протокол | Вютріх 6' |

| Естадіо Насьйональ, Сантьяго Глядачів: 65,006 Арбітр: Кен Астон (Англія) |

| ВР | 1  | Місаель Ескуті     |  |
| ЗХ | 2  | Луїс Ейсагірре     |  |
| ЗХ | 5  | Карлос Контрерас   |  |
| ЗХ | 3  | Рауль Санчес       |  |
| ЗХ | 4  | Серхіо Наварро (к) |  |
| ПЗ | 8  | Хорхе Торо         |  |
| ПЗ | 6  | Еладіо Рохас       |  |
| НП | 7  | Хайме Рамірес      |  |
| НП | 9  | Оноріно Ланда      |  |
| НП | 10 | Альберто Фуїю      |  |
| НП | 11 | Леонель Санчес     |  |

| ВР | 1  | Карл Ельзенер     |
| ЗХ | 9  | Андре Гробеті     |
| ЗХ | 5  | Фріц Морф         |
| ЗХ | 7  | Гайнц Шнайтер     |
| ЗХ | 8  | Елі Таккелла      |
| ПЗ | 21 | Рольф Вютріх      |
| ПЗ | 13 | Ганс Вебер        |
| НП | 15 | Шарль Антенен (к) |
| НП | 17 | Норберт Ешманн    |
| НП | 18 | Філіпп Потт'є     |
| НП | 14 | Антон Аллеманн    |

### ФРН — Італія
Гра пройшла за майже повної відсутності гольових моментів в обох команд. Найближчим до успіху був німець Уве Зеелер, чий удар в першому таймі влучив у поперечину воріт. Натомість було багато боротьби, яка нерідко переростала у відверті грубощі.
| 31 травня 1962 15:00 CLT (UTC−4) |

| ФРН | 0–0      | Італія |
| --- | -------- | ------ |
|     | Протокол |        |

| Естадіо Насьйональ, Сантьяго Глядачів: 65,440 Арбітр: Боб Девідсон (Шотландія) |

| ВР | 22 | Вольфганг Фаріан      |
| ЗХ | 12 | Ганс Новак            |
| ЗХ | 4  | Віллі Шульц           |
| ЗХ | 2  | Герберт Ергардт       |
| ЗХ | 3  | Карл-Гайнц Шнеллінгер |
| ПЗ | 16 | Ганс Штурм            |
| ПЗ | 6  | Горст Шиманяк         |
| НП | 11 | Ганс Шефер (к)        |
| НП | 9  | Уве Зеелер            |
| НП | 8  | Гельмут Галлер        |
| НП | 10 | Альберт Брюлльс       |

| ВР | 1  | Лоренцо Буффон (к)  |
| ЗХ | 2  | Джакомо Лозі        |
| ЗХ | 5  | Чезаре Мальдіні     |
| ЗХ | 4  | Сандро Сальвадоре   |
| ЗХ | 16 | Енцо Роботті        |
| ПЗ | 21 | Джорджо Ферріні     |
| ПЗ | 3  | Луїджі Радіче       |
| НП | 14 | Джанні Рівера       |
| НП | 9  | Жозе Алтафіні       |
| НП | 10 | Омар Сіворі         |
| НП | 11 | Джампаоло Менікеллі |

### Чилі — Італія
Гра проходила на тлі критичного погіршання взаємовідносин між країнами-учасницями, спровокованого образливим репортажем італійських газетярів про країну проведення ЧС-1962. Наелектризована атмосфера навколо матчу передалася футболістам, які значну частину ігрового часу провели у штурханині і взаємному з'ясуванні відносин. Перше вилучення з поля відбулося вже на восьмій хвилині гри, причому вилучений гравець, італієць Джорджо Ферріні, з рішенням судді не погодився і був виведений з поля за допомогою поліції. Невдовзі чилієць Леонель Санчес відповів на провокації з боку Маріо Давіда, збивши того з ніг боксерським ударом, що, утім, залишилося поза увагою суддівської бригади. Коли ж наприкінці першого тайму сам Давід вирішив відповісти кривднику, його також було вилучено. Загалом поліція чотири рази виходила на поле для вгамування пристрастей. З ігрової точки зору італійці, що грали у меншості, стримували нульову нічию до 73-ї хвилини, коли Хайме Раміресу таки вдалося відкрити рахунок ударом головою. А в останні хвилини матчу перевагу чилійців ударом з далекої відстані подвоїв Хорхе Торо.
| 2 червня 1962 15:00 CLT (UTC−4) |

| Чилі                 | 2–0      | Італія |
| -------------------- | -------- | ------ |
| Рамірес 73' Торо 87' | Протокол |        |

| Естадіо Насьйональ, Сантьяго Глядачів: 66,057 Арбітр: Кен Астон (Англія) |

| ВР | 1  | Місаель Ескуті     |  |
| ЗХ | 2  | Луїс Ейсагірре     |  |
| ЗХ | 5  | Карлос Контрерас   |  |
| ЗХ | 3  | Рауль Санчес       |  |
| ЗХ | 4  | Серхіо Наварро (к) |  |
| ПЗ | 8  | Хорхе Торо         |  |
| ПЗ | 6  | Еладіо Рохас       |  |
| НП | 7  | Хайме Рамірес      |  |
| НП | 9  | Оноріно Ланда      |  |
| НП | 10 | Альберто Фуїю      |  |
| НП | 11 | Леонель Санчес     |  |

| ВР | 12 | Карло Маттрель      |     |
| ЗХ | 18 | Маріо Давід         | 41' |
| ЗХ | 19 | Франческо Янич      |     |
| ЗХ | 4  | Сандро Сальвадоре   |     |
| ЗХ | 16 | Енцо Роботті        |     |
| ПЗ | 20 | Паріде Тумбурус     |     |
| ПЗ | 21 | Джорджо Ферріні     | 8'  |
| НП | 7  | Бруно Мора (к)      |     |
| НП | 9  | Жозе Алтафіні       |     |
| НП | 8  | Умберто Маскіо      |     |
| НП | 11 | Джампаоло Менікеллі |     |

### ФРН — Швейцарія
Вже на початку гри після підкату Горста Шиманяка травму отримав Норберт Ешманн, який не зміг продовжити гру. Швейцарці, що залишилися у меншості, оскільки можливість замін не передбачалася, успішно стримували атаки західнонімецьких футболістів до кінця першої половини гри, коли голом відзначився Альберт Брюлльс. Через 14 хвилин по перерві Уве Зеелер прийняв передачу від Ганса Шефера і вдруге вразив ворота суперників. Швейцарії вдалося відквітати один м'яч на 73-й хвилині, коли Гайнц Шнайтер відзначився після розіграшу кутового удару, проте не уникнути поразки.
| 3 червня 1962 15:00 CLT (UTC−4) |

| ФРН                    | 2–1      | Швейцарія   |
| ---------------------- | -------- | ----------- |
| Брюлльс 45' Зеелер 59' | Протокол | Шнайтер 73' |

| Естадіо Насьйональ, Сантьяго Глядачів: 64,922 Арбітр: Лео Горн (Нідерланди) |

| ВР | 22 | Вольфганг Фаріан      |
| ЗХ | 12 | Ганс Новак            |
| ЗХ | 4  | Віллі Шульц           |
| ЗХ | 2  | Герберт Ергардт       |
| ЗХ | 3  | Карл-Гайнц Шнеллінгер |
| ПЗ | 7  | Віллі Козловскі       |
| ПЗ | 6  | Горст Шиманяк         |
| НП | 11 | Ганс Шефер (к)        |
| НП | 9  | Уве Зеелер            |
| НП | 8  | Гельмут Галлер        |
| НП | 10 | Альберт Брюлльс       |

| ВР | 1  | Карл Ельзенер     |
| ЗХ | 9  | Андре Гробеті     |
| ЗХ | 7  | Гайнц Шнайтер     |
| ЗХ | 8  | Елі Таккелла      |
| ПЗ | 21 | Рольф Вютріх      |
| ПЗ | 13 | Ганс Вебер        |
| НП | 15 | Шарль Антенен (к) |
| НП | 17 | Норберт Ешманн    |
| НП | 20 | Роже Фонлантен    |
| НП | 16 | Ріхард Дюрр       |
| НП | 14 | Антон Аллеманн    |

### ФРН — Чилі
Перед фінальним туром групового раунду перший рядок турнірної таблиці неочікувано посідали господарі турніру, збірна Чилі, яка завдяки двом перемогам вже забезпечила собі вихід до стадії плей-оф. Її суперником в останній грі у групі була збірна ФРН, якій для гарантованого проходу далі було достатньо нічиєї. Утім західнонімецькі футболісти здобули впевнену перемогу, забивши по голу у кожному з таймів і обійшовши чилійців у підсумковій турнірній таблиці.
| 6 червня 1962 15:00 CLT (UTC−4) |

| ФРН                           | 2–0      | Чилі |
| ----------------------------- | -------- | ---- |
| Шиманяк 21' (пен.) Зеелер 82' | Протокол |      |

| Естадіо Насьйональ, Сантьяго Глядачів: 67,224 Арбітр: Боб Девідсон (Шотландія) |

| ВР               | 22 | Вольфганг Фаріан      |
| ЗХ               | 3  | Карл-Гайнц Шнеллінгер |
| ЗХ               | 12 | Ганс Новак            |
| ЗХ               | 4  | Віллі Шульц           |
| ЗХ               | 2  | Герберт Ергардт       |
| ПЗ               | 6  | Горст Шиманяк         |
| ПЗ               | 15 | Віллі Гіземан         |
| НП               | 17 | Енгельберт Краус      |
| НП               | 9  | Уве Зеелер            |
| НП               | 11 | Ганс Шефер (к)        |
| НП               | 10 | Альберт Брюлльс       |
| Головний тренер: |    |                       |
| Зепп Гербергер   |    |                       |

| ВР               | 1  | Місаель Ескуті     |
| ЗХ               | 2  | Луїс Ейсагірре     |
| ЗХ               | 5  | Карлос Контрерас   |
| ЗХ               | 3  | Рауль Санчес       |
| ЗХ               | 4  | Серхіо Наварро (к) |
| ПЗ               | 18 | Маріо Морено       |
| ПЗ               | 6  | Еладіо Рохас       |
| НП               | 7  | Хайме Рамірес      |
| НП               | 9  | Оноріно Ланда      |
| НП               | 21 | Армандо Тобар      |
| НП               | 11 | Леонель Санчес     |
| Головний тренер: |    |                    |
| Фернандо Рієра   |    |                    |

### Італія — Швейцарія
На момент проведення гри жодна з команд не мала шансів на продовження боротьби на мундіалі. Вже на другій хвилині гри Італія повела у рахунку завдяки голу Бруно Мори. У другій половині гри двома голами відзначився новачок «скуадри адзурри» Джакомо Бульгареллі, забезпечивши їй впевнену перемогу.
| 7 червня 1962 15:00 CLT (UTC−4) |

| Італія                       | 3–0      | Швейцарія |
| ---------------------------- | -------- | --------- |
| Мора 2' Бульгареллі 65', 67' | Протокол |           |

| Естадіо Насьйональ, Сантьяго Глядачів: 59,828 Арбітр: Микола Латишев (СРСР) |

| ВР               | 1  | Лоренцо Буффон (к)  |
| ЗХ               | 2  | Джакомо Лозі        |
| ЗХ               | 5  | Чезаре Мальдіні     |
| ЗХ               | 4  | Герберт Ергардт     |
| ЗХ               | 16 | Енцо Роботті        |
| ПЗ               | 7  | Бруно Мора          |
| ПЗ               | 3  | Луїджі Радіче       |
| НП               | 22 | Джакомо Бульгареллі |
| НП               | 15 | Анджело Сормані     |
| НП               | 10 | Омар Сіворі         |
| НП               | 17 | Едзіо Паскутті      |
| Головний тренер: |    |                     |
| Паоло Мацца      |    |                     |

| ВР               | 1  | Карл Ельзенер     |
| ЗХ               | 9  | Андре Гробеті     |
| ЗХ               | 7  | Гайнц Шнайтер     |
| ЗХ               | 8  | Елі Таккелла      |
| ПЗ               | 21 | Рольф Вютріх      |
| ПЗ               | 13 | Ганс Вебер        |
| НП               | 15 | Шарль Антенен (к) |
| НП               | 11 | Ойген Маєр        |
| НП               | 20 | Роже Фонлантен    |
| НП               | 16 | Ріхард Дюрр       |
| НП               | 14 | Антон Аллеманн    |
| Головний тренер: |    |                   |
| Карл Раппан      |    |                   |